# Trochalopteron lineatum
Trochalopteron lineatum é uma espécie de ave da família Leiothrichidae.
Pode ser encontrada nos seguintes países: Afeganistão, Butão, China, Índia, Nepal, Paquistão, Rússia e Tadjiquistão.